# Wielcy polscy ekonomiści (seria monet)
Wielcy polscy ekonomiści – seria monet kolekcjonerskich emitowanych przez Narodowy Bank Polski, zainaugurowana 24 kwietnia 2017 r. monetą poświęconą Mikołajowi Kopernikowi. Jej celem jest upamiętnienie ekonomistów, których koncepcje oraz dorobek naukowy mają niebagatelne znaczenie dla rozwoju polskiej gospodarki, finansów i społeczeństwa.

## Charakterystyka serii
Awers każdej monety przedstawia wizerunek orła ustalony dla godła Rzeczypospolitej Polskiej, napis RZECZPOSPOLITA POLSKA, nominał oraz rok emisji. Dodatkowo znajduje się tam też tematyczna grafika lub cytat danego ekonomisty (tabela poniżej).
Na rewersie zostały ukazane: portret danego ekonomisty, jego lata życia, tematyczna grafika, hasła lub cytaty danego ekonomisty (tabela poniżej).
Wszystkie monety mają nominał 10 złotych i są zrobione ze stopu Ag 925. Wykonano je stemplem lustrzanym, a ich brzegi są gładkie.

## Lista monet
| Lp | Moneta                 | Przód monety (awers) | Tył monety (rewers) | Nominał    | Stop   | Średnica (mm) | Masa (g) | Data emisji          | Nakład | Projekt                   | Wizerunek monety |
| -- | ---------------------- | --- | --- | ---------- | ------ | ------------- | -------- | -------------------- | ------ | ------------------------- | ---------------- |
| 1  | Mikołaj Kopernik       | fragment traktatu „Monetae cudendae ratio” i okręgi z symbolami chemicznymi Au, Ci, Ag | napis ROZPRAWA O BICIU MONETY, w tle fragment traktatu „Monetae cudendae ratio” | 10 złotych | Ag 925 | 32,00         | 14,14    | 24 kwietnia 2017     | 15 000 | Sebastian Mikołajczak     | awers rewers     |
| 2  | Fryderyk Skarbek       | otwarta księga, na jej stronach tytuł GOSPODARSTWO NARODOWE | karta z księgi z napisem: „zbiór sił i sposobów, jakich naród używa, ażeby utrzymać byt fizyczny ludzi, […] i byt ten coraz bardziej polepszać” | 10 złotych | Ag 925 | 32,00         | 14,14    | 24 kwietnia 2018     | 15 000 | Sebastian Mikołajczak     | awers rewers     |
| 3  | Roman Rybarski         | fragment sali posiedzeń sejmu RP | stylizowany napis odręczny „Naród nie jest abstrakcją, lecz żywą całością historyczną” | 10 złotych | Ag 925 | 32,00         | 14,14    | 25 kwietnia 2019     | 13 000 | Anna Wątróbska-Wdowiarska | awers rewers     |
| 4  | Stanisław Głąbiński    | cytat: „Gospodarstwo narodowe jest częścią ogólnego życia państwowego i narodowego, dlatego też ogólny dobrobyt i stosunki gospodarcze są w ścisłym związku z całym życiem państwowym, polityką gospodarczą, z całą polityką państwa [...]” | wizerunek orła ustalonego dla godła Rzeczypospolitej Polskiej w latach 1919–1927 | 10 złotych | Ag 925 | 32,00         | 14,14    | 2 lipca 2020         | 12 000 | Sebastian Mikołajczak     | awers rewers     |
| 5  | Stanisław Grabski      | napis EKONOMIA SPOŁECZNA i stylizowany wykres słupkowy utworzony z ornamentu roślinnego i kłosów zboża, z tłem w postaci ikonek symbolizujących gospodarkę, społeczeństwo, kulturę i politykę | w tle wykres słupkowy | 10 złotych | Ag 925 | 32,00         | 14,14    | 22 września 2020     | 12 000 | Robert Kotowicz           | awers rewers     |
| 6  | Leopold Caro           | napis SOLIDARYZM na tle kompozycji kwadratów | w tle kompozycja kwadratów | 10 złotych | Ag 925 | 32,00         | 14,14    | 14 października 2020 | 12 000 | Dominika Karpińska-Kopiec | awers rewers     |
| 7  | Adam Krzyżanowski      | wykres z pionowych i poziomych linii, łamana linia zakończona strzałką oraz cytat: „Bogactwo materialne samo przez się szczęścia nie zapewnia. Prawdziwie bogatymi są jedynie ci, którzy pojęli i stosują zasadę, że najpewniejszą drogą zapewnienia szczęścia w życiu doczesnym jest skierowanie wszystkich swych wysiłków ku uszczęśliwieniu bliźnich. Postępowanie wedle tego moralnego drogowskazu jest jednak w pewnej mierze uwarunkowane posiadaniem bogactw materialnych.” | wykres z pionowych i poziomych linii | 10 złotych | Ag 925 | 32,00         | 14,14    | 18 marca 2021        | 10 000 | Urszula Walerzak          | awers rewers     |
| 8  | Ferdynand Zweig        | cytat: Liberalizm jest gloryfikacją zdrowych egoizmów, utrzymujących się w ramach prawnych, których realizacja daje optimum interesu społecznego i maksimum bogactwa. Żądza bogacenia się jest postulatem, a zarazem założeniem myślenia liberalnego | cytat: WOLNOŚĆ jest najtańszą, najskuteczniejszą i najlepszą sztuką rządzenia i gospodarowania | 10 złotych | Ag 925 | 32,00         | 14,14    | 18 marca 2021        | 10 000 | Dominika Karpińska-Kopiec | awers rewers     |
| 9  | Adam Heydel            | wykres z pionowych i poziomych linii, motyw roślinny oraz cytat: „PRACA I OSZCZĘDNOŚĆ OKAZUJĄ SIĘ WIĘC DWOMA ZASADNICZYMI CZYNNIKAMI WZBOGACANIA” | napis EKONOMIA na tle stylizowanych wykresów i napisów EKONOMIA, PRACA, SPOŁECZEŃSTWO, MAKSIMUM DOCHODU, WYDAJNOŚĆ PRACY, OSZCZĘDNOŚĆ | 10 złotych | Ag 925 | 32,00         | 14,14    | 25 marca 2021        | 10 000 | Robert Kotowicz           | awers rewers     |
| 10 | Edward Taylor          | kompozycja z sześcianów i kwadratów z stylizowanymi wykresami oraz cytat: „Tam, gdzie swobody wyboru celów i dysponowania środkami nie ma, tam nie ma i gospodarowania i gospodarczego działania.” | kompozycja z sześcianów i kwadratów | 10 złotych | Ag 925 | 32,00         | 14,14    | 26 października 2021 | 10 000 | Dominika Karpińska-Kopiec | awers rewers     |
| 11 | Tadeusz Brzeski        | w tle kompozycja z pionowych i poziomych pasów | cytat: „Nad dążeniami do wolności i równości musi zapanować poczucie solidarności wspólnego interesu” | 10 złotych | Ag 925 | 32,00         | 14,14    | 26 października 2021 | 10 000 | Grzegorz Pfeifer          | awers rewers     |
| 12 | Władysław Grabski      | płaszczyzna z Golisza i cytat: „Ażeby wśród narodów świata zdobyć, a nawet utrzymać należne nam stanowisko, winniśmy wyrobić w sobie cnoty gospodarcze […], byśmy w walce ekonomicznej nie czuli się od innych słabszymi i mogli rachować na powodzenie w rywalizacji na arenie świata.” | płaszczyzna z gilosza | 10 złotych | Ag 925 | 32,00         | 14,14    | 21 kwietnia 2022     | 10 000 | Dominika Karpińska-Kopiec | awers rewers     |
| 13 | Leon Biegeleisen       | płaszczyzna z ukośnych linii | cytat: „Jeśli kiedy, to właśnie w tej chwili, gdy przewartościowują się obok nas i u nas wszelkie wartości, burzą się i powstają nowe światy w tempie nieraz zawrotnym, oderwanie się od tego lub innego odcinka rzeczywistości i wniknięcie w podstawy poznania społeczno-ekonomicznego może przyczynić się do przyśpieszenia osiągnięcia tego, co nam wszystkim przyświeca, także i w badaniu naukowym: lepszego i trwalszego jutra.” | 10 złotych | Ag 925 | 32,00         | 14,14    | 5 maja 2022          | 10 000 | Urszula Walerzak          | awers rewers     |
| 14 | Jan Stanisław Lewiński | cytat: „Teoria i rzeczywistość dają się porównać do dwóch kół zębatych, które muszą być dokładnie do siebie dopasowane. Koło teoretyczne, skonstruowane bez myśli o jego zastosowaniu, w mechanizmie naukowym nigdy sprawnie swego zadania spełniać nie będzie. Nawet największy wysiłek myśli nie przezwycięży tej trudności.” | w tle kompozycja kół zębatych i rombów | 10 złotych | Ag 925 | 32,00         | 14,14    | 5 maja 2022          | 10 000 | Grzegorz Pfeifer          | awers rewers     |
| 15 | Władysław Zawadzki     | kompozycja kwadratów ze stylizowanymi wykresami | cytat: „Dążenie do kolektywizmu przez zaciętą walkę klas, to jest postawienie na kartę całego kulturalnego i gospodarczego dorobku społeczeństwa.” | 10 złotych | Ag 925 | 32,00         | 14,14    | 26 października 2022 | 10 000 | Dominika Karpińska-Kopiec | awers rewers     |
| 16 | Michał Kalecki         | cytat: „RZĄDOWE WYDATKI NA INWESTYCJE PUBLICZNE I SUBSYDIOWANIE MASOWEJ KONSUMPCJI, FINANSOWANE CZY TO Z »DEFICYTU«, CZY PRZEZ WZROST PODATKU DOCHODOWEGO, SĄ ZAWSZE W STANIE ZAPEWNIĆ PEŁNE ZATRUDNIENIE.” | napisy: PRÓBA TEORII KONIUNKTURY, TEORIA CYKLU KONIUNKTURALNEGO, TEORIA DYNAMIKI GOSPODARCZEJ | 10 złotych | Ag 925 | 32,00         | 14,14    | 26 października 2022 | 10 000 | Robert Kotowicz           | awers rewers     |